# Çandarlı
Çandarlı es una localidad situada al borde del mar en el distrito de Dikili en la provincia de Esmirna en Turquía. 
Bien desarrollada y orientada hacia el turismo, Çandarlı está situada en la costa norte del golfo de Çandarlı, enfrente del importante centro industrial de Aliağa.
La ciudad histórica fue construida en el siglo XV por el gran visir Çandarlı Ibrahim Paşa. El castillo que lleva el nombre del visir en homenaje suyo, porque lo reconstruyó, permanece intacto y abierto a los visitantes. La función del castillo era proteger al sultán Murad II, que prefería vivir en la ciudad vecina de Manisa, ante un eventual ataque exterior.
En la Antigüedad clásica, Çandarlı se llamaba Pitane. Las ruinas están en las proximidades.

## La mezquita
Mezquita Çandarli Atik Ali Pacha y convento de derviches en Estambul: fue construida en 1477 y es uno de los más antiguos edificios musulmanes de la ciudad. Únicamente su parte noreste es de la época de su edificación.